# Strahoninec
Gmina Strahoninec (chorw. Općina Strahoninec) – miejscowość i gmina w Chorwacji, w żupanii medzimurskiej. W 2011 roku liczyła  2682 mieszkańców.